# نايجل سيمز
نايجل سيمز (بالإنجليزية: Nigel Sims)‏ (9 أغسطس 1931 في المملكة المتحدة - 6 يناير 2018) هو لاعب كرة قدم بريطاني في مركز حراسة المرمى. لعب مع أستون فيلا ونادي بيتربورو يونايتد ووولفرهامبتون واندررز وتورونتو فالكونز وتورونتو سيتي ونادي ستبنهيل.

## وصلات خارجية
- نايجل سيمز على موقع قاعدة بيانات كرة القدم.إي يو (الإنجليزية)
- نايجل سيمز على موقع عالم كرة القدم.نت (الإنجليزية)